# Закарпатці
Закарпатці (також долиняни, долишани, долишняни, нижняни, влахи, блахи) — українська субетнічна група, що населяє рівнинну частину Закарпаття України і низку прилеглих до цієї території районів в Словаччині і Румунії. Мова повсякденного спілкування — закарпатський говір української мови. Також володіють літературними українською, словацькою та іншими мовами. Віруючі — православні Української православної церкви (Московського патріархату), греко-католики Мукачівської греко-католицької єпархії та віряни протестантських церков. За особливостями культури і мови виділяють 
мармароських, боржавських, ужанських та перечинського-березнянських долинян. Споріднені групи — лемки і бойки, від яких долишняни відрізняються як культурно-побутовими рисами, так і походженням та історією.

## Межі

Закарпатці позначені червоним

Закарпатці живуть у долинах південних Карпат і правого берега річки Тиси. Основна область мешкання — в межах Закарпатської області на захід від річки Шопурки та нижньої течії річки Кісви (Рахівський район) до кордону з Словаччиною, а далі — в межах Східнословацького краю Словаччини до р. Цірохи. Живуть також у деяких українських селах Румунії — в долинах річок Вишави та Руськови. На сході межують з гуцулами, на півночі — з бойками, на заході — з лемками, на півдні — з румунами, угорцями і словаками.